# Записки кирпатого Мефістофеля (фільм)
«Запи́ски кирпа́того Мефісто́феля» — український художній фільм 1994 року режисера Юрія Ляшенка, за однойменним романом Володимира Винниченка.

## Сюжет
Дія фільму розгортається у 1905 році. Головний герой — адвокат Михалюк, соціал-революціонер, інтелігент. Він носій руйнівної сили, спрямованої на близьких людей. Душевний спокій полишає кожного, хто потрапляє під його вплив. Любовними пригодами він намагається компенсувати свою бездуховність.

## Акторський склад
- Сергій Романюк — Мефістофель
- Альбіна Сотникова — Біла Шапочка
- Марина Б'яхова-Ісаєва — Клавдія Петрівна
- Ольга Сумська — Соня
- Леонід Бакштаєв — Сосницький
- Микола Бабенко — Нечипоренко
- Ігор Губін — Костик
- Костя Магаляс — Андрійко
- В епізодах: Анатолій Барчук, В. Бенделовський, О. Вишневський, Ю. Герцев, С. Донець, О. Комаров, Ірина Кихтьова, З. Коваленко, Ганна Левченко, Б. Литвин, Б. Мазур, Л. Марченко, В. Мандрик, Ю. Самсонов, Т. Сурайченко, П. Теуту, Ю. Федоров, В. Хацкевич, Дар'я Рашеєва (в титрах немає), Лариса Недін (в титрах немає).
- Танці виконують: Ж. Придатко, І. Кольва

## Знімальна група
- Режисер-постановник: Юрій Ляшенко
- Сценаристи: Павло Мовчан, Юрій Ляшенко
- Оператори-постановники: Віктор Політов, Володимир Гутовський
- Художник-постановник: Володимир Гутовський
- Композитор: Володимир Гронський
- Звукооператор: Юрій Лавриненко
- Режисер: Михайло Шаєвич
- Оператор: О. Лен
- Монтажер: Таїса Кряченко
- У фільмі використані інтер'єри художника Сергія Московченка
- Художник по костюмах: В. Катренюк
- Художник по гриму: Галина Тишлек, А. Мельник
- Угорські народні мелодії у виконанні ансамблю «ОБРІЙ», художній керівник О. Вишневський
- Редактор: Олександр Шевченко
- Директор: Віктор Антонченко

## Нагороди
- «Бронзовий витязь» у конкурсі ігрових фільмів МКФ слов'янських і православних народів «Золотий витязь» (Тираспіль-94)
- Премія «Деметра» за найкращу режисуру та премія Сергієві Романюку за найкращу чоловічу роль на Першому МКФ у Ялті-97